# Nannophlebia amaryllis
Nannophlebia amaryllis is een libellensoort uit de familie van de korenbouten (Libellulidae), onderorde echte libellen (Anisoptera).
De soort staat op de Rode Lijst van de IUCN als onzeker, beoordelingsjaar 2007.
De wetenschappelijke naam Nannophlebia amaryllis is voor het eerst geldig gepubliceerd in 1955 door Lieftinck.